# Александерфельд
Александерфе́льд (Александру-чел-Бун, Кимпень, Кимпени, рум. Alexanderfeld, Alexandru cel Bun, Cîmpeni) — село в Кагульському районі Молдови, утворює окрему комуну.
Село розташоване на вододілі річок Кагул та Велика Салча.
При колишньому адміністративному поділі село входило до складу Вулканештського району.
Згідно з переписом населення 2004 року кількість українців у селі складала 245 осіб (17%).